# Fond de perspective

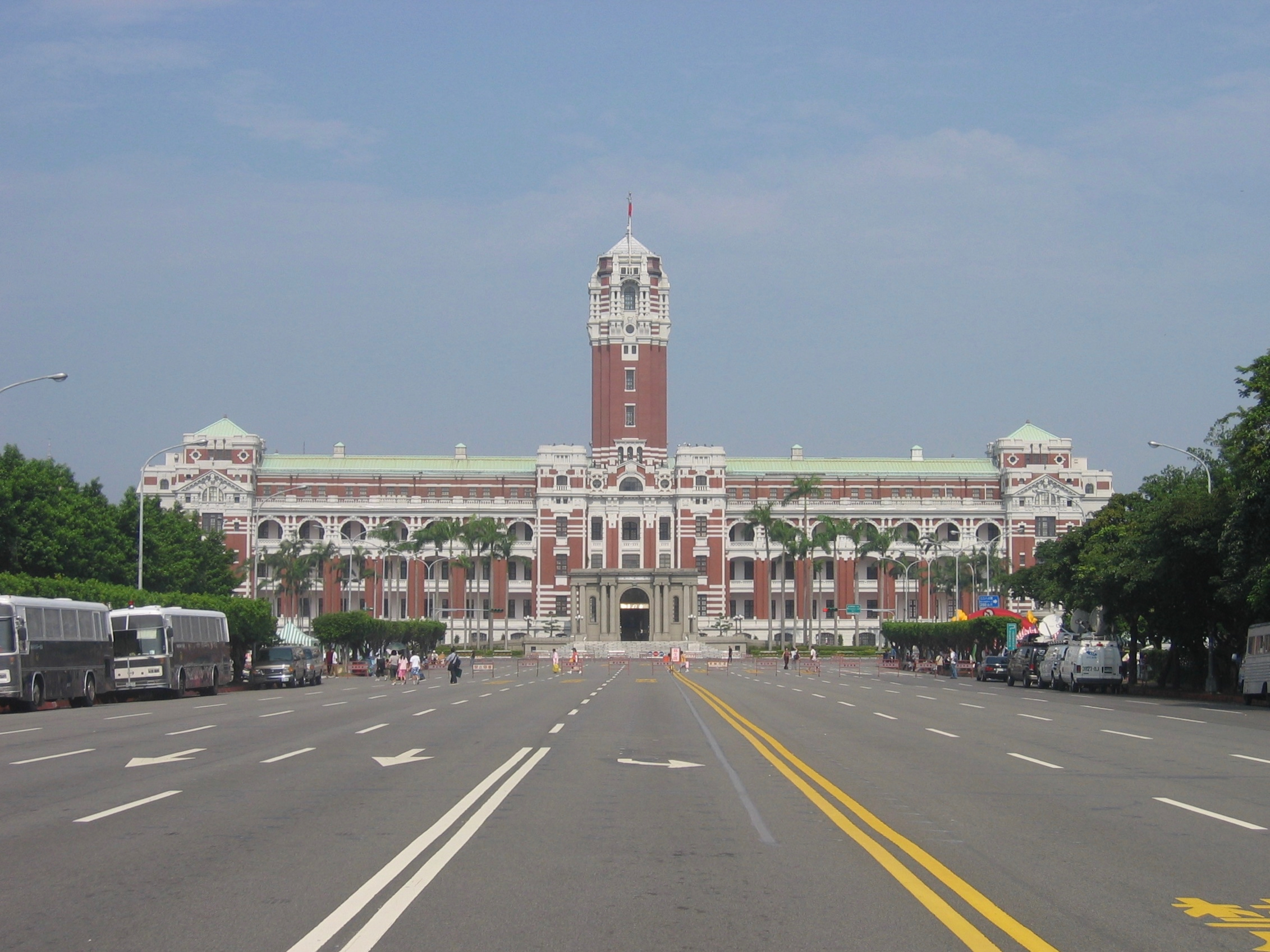
Le palais présidentiel de Taïwan.

Un fond de perspective désigne un objet situé en arrière-plan d'une perceptive. 
La notion est notamment utilisée en urbanisme, pour désigner les bâtiments monumentaux situés dans le prolongement d'axe important, comme cela a pu être fait durant les transformations de Paris sous le Second Empire. Le but recherché est de mettre en évidence la domination qu'ont ces bâtiments et leurs occupants sur la ville alentour.

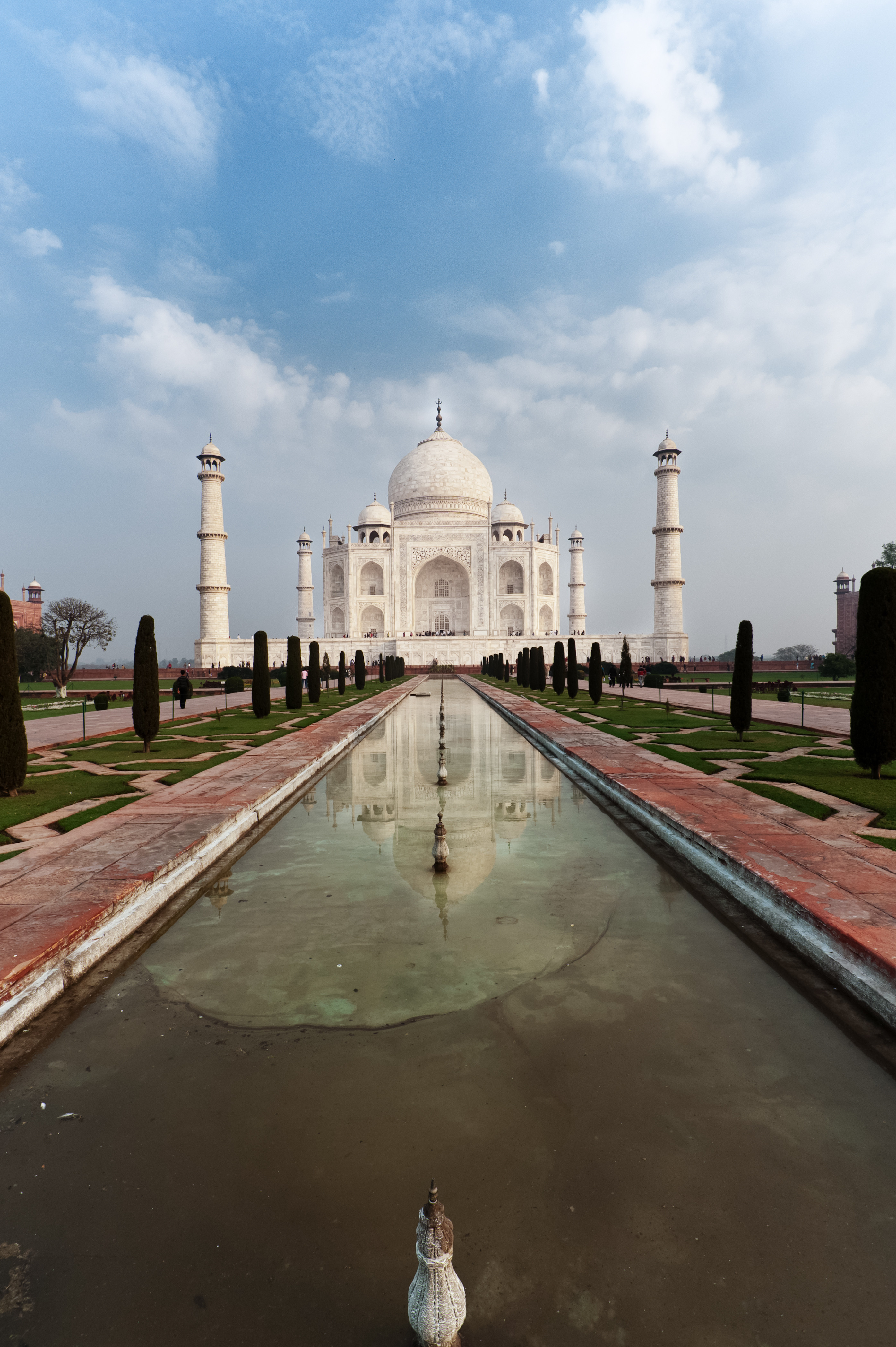
Perspective sur le Taj Mahal en Inde.